# 誠直也
誠 直也（まこと なおや、1948年6月25日 - ）は、日本の俳優。本名、古川 誠剛（ふるかわ せいごう）。妻は女優の早川絵美。
佐賀県佐賀市出身。法政大学文学部哲学科卒業。アイティ企画に所属。

## 来歴
学生時代はラグビーに熱中し、福岡電波高等学校在学中の1967年には主将・CTBとして全国高校ラグビーに出場し、初優勝する。しかし、決勝戦中盤で膝と半月板を損傷してしまい、試合中にメンバーチェンジが出来ずに強行出場したために無理がたたり、ラグビー選手への道を断念する。
大学を卒業後、不動産会社に就職が決まったものの入社せず、知人の勧めで俳優の道へ進む。
1971年、映画『現代やくざ 血桜三兄弟』（東映）で役者デビュー。『不良番長』シリーズなどを経て、1973年には円谷プロ制作の特撮テレビドラマ『ファイヤーマン』（日本テレビ）のオーディションに合格し主人公・岬大介役で初主演。その後は『仁義なき戦い』シリーズや『少林寺拳法』など、東映の劇場映画を中心に活動。1975年『秘密戦隊ゴレンジャー』（NET）の主演に抜擢（）され、再びヒーロー役を務めた。
1977年より放映開始した『特捜最前線』（テレビ朝日）の吉野刑事役に選ばれ、1985年まで8年半レギュラー出演した。第68話「誘拐・東京〜函館縦断捜査！」では走行するトラックの運転席から飛び降りて、並行して走る貨物列車の無蓋車に飛び乗るスタントを吹き替えせずに自ら演じている。
2003年には『実録ヒットマン 北海の虎・望郷』にて長編映画では初の主演を務め、さらに『爆竜戦隊アバレンジャー DELUXE アバレサマーはキンキン中!』への出演で約27年ぶりに特撮への復帰を果たした。また2011年には『ゴレンジャー』のアカレンジャー/海城剛役としてスーパー戦隊シリーズ35作記念作品となる『海賊戦隊ゴーカイジャー』に客演した。
テレビの時代劇、大河ドラマにも頻繁に出演しているほか、多数のオリジナルビデオ作品でも活躍している。

## 人物・エピソード
趣味は、ゴルフ、釣り、絵画。特技は、ラグビー、柔道、剣道。
芸名の「誠」は本名から一文字とったものである。
後年のインタビューで、お世話になった人物として岸田森と石ノ森章太郎の名前を挙げている。
『ファイヤーマン』ではアフレコであるにもかかわらず、当時九州なまりがひどかったため、撮影の段階から岸田のチェックが入り、よく芝居を止められたという。当時は辛かったが、本当に勉強になり感謝していると述べている。
『仁義なき戦い』シリーズでは、深作欣二に「九州の山猿」と呼ばれ現場でしごかれた。激しい現場できつかった一方で先輩の演技を盗もうとするなど、役者が面白くなってきたころだったと回想している。
『少林寺拳法』の友田弘役は、当初はモデル出身の白石襄が務める予定だったが、クランクイン直前で白石が降板したため誠が演じることになった。作品を左右する重要な役回りで、誠にとって一生役者をやってみようと思わせた作品だったという。
『特捜最前線』の吉野刑事について、当初はキャラクターについて掘り下げて描かれていなかったために戸惑いがあったと述懐している。長期にわたり出演したことについて感謝する一方で、俳優としてのデメリットもあったと述べている。
妻の早川絵美とは、『特捜最前線』での共演が縁で結婚。ただし、早川の方は誠が『ゴレンジャー』を撮影している東映生田スタジオで同時期に『ザ・カゲスター』に出演しており以前より存在を認識していた。
『ゴレンジャー』と同日放送開始の『仮面ライダーストロンガー』の主演で、『特捜最前線』で共演した荒木しげるとは公私ともに親しく、荒木が入院し言葉も話せないほど衰弱した時期にも見舞いをしており「俺だ、わかるか？」と問いかけ、荒木はうなずいたという。葬儀においても親族同様にとても悲しんだ。
沢田研二とは生年月日が同じであり、下記の映画『ミシマ:ア・ライフ・イン・フォー・チャプターズ』で共演した。

### 『秘密戦隊ゴレンジャー』関連
誠は海城剛役の演技について、大人向け作品のようなどろどろした人間心理などは出さず、素直な男らしさやリーダーのあるべき姿をストレートに表現したとしている。役柄へは、『ファイヤーマン』で危険なアクションをこなしていたため、すんなり入って行くことができたという。
『ゴレンジャー』の最初の撮影で遅刻して監督の竹本弘一に叱り飛ばされ、誠は竹本に対して内心「このくそおやじ!」と思ったことを後に本人へ語っている。
工場跡でのロケ中、飛び降りるシーンの撮影中に着地した場所に切断した鉄骨の破片があったため、足の裏を複雑骨折している。しかし、スタッフに伝えることなく撮影を続行している。
石ノ森からは「アカレンジャーはお前で良かったよ」と言われ、喜びを感じたという。
のちに『特捜最前線』で自分が主役の回に『ゴレンジャー』で共演した畠山麦がゲスト出演したが、その撮影期間中に畠山は亡くなってしまい「あれはツラかった……」と述懐している。
東映俳優センターが廃止されたのち宮内洋とともに事務所を移籍。時期を同じくして、二人が共演する機会が増えた。
後年のインタビューでは、「海城剛」という役名は本名と同じ「剛」が入っていることや釣り好きで「海」に親しみがあることなどから気に入っている名前だと述べており、8年演じた『特捜』の吉野以外ではっきり覚えている数少ない役名の1つに挙げている。
『海賊戦隊ゴーカイジャー』の最終回に海城役で出演した際は、同作品がスーパー戦隊シリーズ最後の作品だと思い、自身も育ててもらった感謝の意も込めて引き受けたが、撮影所で既に次作品の撮影が始まっていることを聞いて驚いたという。

## 出演

### テレビドラマ
- 特別機動捜査隊 第527話「焼死体と五人の女」（1971年、NET） - 福永
- ファイヤーマン（1973年、NTV） - 主演・岬大介
- 少年ドラマシリーズ（NHK）
  - けんかえれじい（1973年）
  - 夕映え作戦（1974年） - 風魔小太郎
- アイフル大作戦 第37話「乾杯! 恋人に捧げる死体」（1973年、TBS） - サブ
- ポーラテレビ小説（TBS）
  - 愛子（1973年 - 1974年） - 大曽根研
  - 恋とオムレツ（1986年、TBS）
- 荒野の素浪人 第2シリーズ（NET）
  - 第1話「風塵の剣」（1974年） - 吾作
  - 第32話「五連発の女」（1974年） - 留吉
- 花の生涯（1974年、NTV）
- 大江戸捜査網 第3シリーズ 第23話「恐怖の爆破作戦!」（1974年、12ch） - 新助
- スーパー戦隊シリーズ
  - 秘密戦隊ゴレンジャー（1975年 - 1977年、NET） - 主演・海城剛 / アカレンジャー
  - 海賊戦隊ゴーカイジャー（EX）
    - 第1話「宇宙海賊現る」（2011年） - アカレンジャーの声
    - 最終話「さよなら宇宙海賊」（2012年） - 海城剛 / アカレンジャー
- 伝七捕物帳 第128話「むすめ十手はなぜ重い」（1976年、NTV） - 圭介
- 特捜最前線（ANB）
  - 第1話「愛の十字架」〜第435話「特命課・吉野刑事の殉職!」（1977年 - 1985年） - 吉野竜次
  - 第499話「退職刑事船村・鬼」、第500話「退職刑事船村II・仏」（1987年） - 松田（鉄砲松）[注釈 2]
- 大河ドラマ（NHK）
  - 獅子の時代（1980年） - 浦川譲助
  - 八代将軍吉宗（1995年） 竹腰正武
  - 秀吉（1996年） - 石川数正
  - 元禄繚乱（1999年） - 小林平八郎
  - 武蔵 MUSASHI（2003年） - 藤堂高虎
- 竹とんぼ（1980年、NTV） - 石井剛
- 暴れん坊将軍（ANB）
  - 吉宗評判記 暴れん坊将軍 第141話「春遠し凶賊の母」（1980年） - 春雨小僧
  - 暴れん坊将軍IV 第65話「さらば! 悪名の男」（1992年） - 蝮の浅八
  - 暴れん坊将軍V 第26話「刃傷! 慕情消えやらず」（1993年） - 石崎勘助
  - 暴れん坊将軍VI
    - 第13話「母と子の南部牛追い唄」（1995年） - 小西半兵衛
    - 第46話「美女を泣かせる鬼十手」（1995年） - 如月主水
- 銀河テレビ小説 / 煙が目にしみる（1981年、NHK） - 垣見
- 木曜ゴールデンドラマ（YTV）
  - 哀しみは女だけに3 沖縄編（1981年）
  - 女のがん病棟（1982年）
  - 運命の殺意（1982年）
  - まぼろしの初夜（1982年）
  - あふれる愛に!（1983年）
  - ああ哀しき女子刑務所（1985年）
  - 母の系図（1988年）
- 時代劇スペシャル / おんな霧隠才蔵（1982年、CX） - 霧隠才蔵
- ザ・サスペンス / 惨事 バスガイドの殺意（1982年、TBS）
- 火曜サスペンス劇場（NTV）
  - 特別病棟の女（1982年）
  - 妄執の女（1984年）
  - 死を運んだ宅配便（1986年）
  - グルメを料理する十の方法（1987年
  - 六月の花嫁シリーズ 花婿は殺人者（1988年） - 今村隆之
  - 通勤快速殺人事件（1989年） - 新田
  - 愛と殺意の川（1990年）
  - 顔斬り（1990年）
  - 森村誠一の音（1992年）
  - 北の運河殺人事件（1992年）
  - 森村誠一の共犯の瞳（1992年）
  - 女監察医・室生亜季子13 犯罪性なし（1993年） - 不破洋二
  - 取調室（1994年）
  - 絆（1996年）
  - 当番弁護士5（1998年） - 検事
  - 当番弁護士6（1998年） - 仲井警部
  - 事件記者（1999年） - 市川刑事課長
- 吉田茂（1983年、KTV）
- 東芝日曜劇場（TBS）
  - ぼくの妹に その9（1983年）
  - 忘れ傘（1986年）
  - 私の恋人（1987年）
  - トレード（1988年）
  - 似た男〜飛騨・高山 夢の旅（1989年、CBC）
- 花咲け花子（1983年、NTV）
- 出逢い・めぐり逢い（1983年、TBS）
- 花咲け花子2（1983年 - 1984年、NTV）
- 月曜ワイド劇場 / 花柳幻舟獄中記II〜女子刑務所 花の同窓会!（1985年、ANB）
- 金曜女のドラマスペシャル（CX）
  - 女が階段を上る時（1985年）
  - 甦れ! いのち ボストンへの道（1987年）
  - ある女のラストチャンス（1987年）
- 花王愛の劇場（TBS）
  - 家庭って?（1986年） - 加山司郎
  - ああ家族（1987年）
  - 家族の物語（1993年） - 五木
- 遠山の金さんII 第25話「嘘でもいいから愛していたい!」（1986年、ANB） - 勘次
- 橋田壽賀子ドラマスペシャル 旦那さま大事（1986年、TBS） - 早瀬
- 江戸を斬るVII 第22話「襲われた御用金」（1987年、TBS） - 織田吉之助
- 傑作時代劇 / 天下の御意見番罷り通る! 彦左衛門外記（1987年、ANB）
- 土曜ワイド劇場（ANB→EX）
  - 西村京太郎トラベルミステリー11 阿蘇殺人ルート（1987年）
  - 知床旅情殺人事件（1990年） - 刑事主任
  - 森村誠一の終列車（1990年） - 原口刑事
  - ひとり魔殺人事件（1991年）
  - マリンスポーツクラブ 女たちの華麗な闘い!（1992年） - 伊吹隆司
  - 葬儀司会者・都築耕平の殺人事件簿 結婚式の霊柩車!（1994年） - 木村善吉
  - ダイエット三姉妹の旅情事件簿4 釧路湿原つる姫伝説殺人（2000年、ABC） - 山室靖
  - 第一級殺人弁護 鑑定証拠（2002年） - 大和田検事
  - 松本清張没後10年記念 黒の奔流（2002年） - 菅谷健一
  - 温泉㊙大作戦2（2005年） - 梶山安志
  - タクシードライバーの推理日誌21 殺人占いの女（2005年） - 澤 警部補
- ザ・ドラマチックナイト / 顔をなくした女（1987年、CX）
- 忠臣蔵・女たち・愛（1987年、TBS） - 山吉新八
- おさと（1987年 - 1988年、YTV） - 直也
- 花の生涯 井伊大老と桜田門（1988年、TX） - 宇津木六之丞
- はぐれ刑事純情派 第6話「安浦刑事逮捕さる!」（1988年、ANB） - 尾中満
- 月曜・女のサスペンス（TX）
  - 夏樹静子トラベルサスペンス 恐怖の中央高速（1988年）
  - 宝塚殺人事件（1990年）
- ドラマ23 / 鎌倉を旅する女たち（1988年、TBS） - 中川英一
- 妻そして女シリーズ / 砂上の家族（1988年、MBS）
- 元旦ドラマスペシャル / 初春物語（1989年、NTV）
- 坂本龍馬（1989年、TBS） - 後藤象二郎
- 鬼平犯科帳（CX）
  - 第1シリーズ 第3話「蛇の眼」（1989年） - 白玉屋紋蔵
  - 第5シリーズ 第13話「駿州・宇津谷峠」（1994年） - 臼井の鎌太郎
- 水曜グランドロマン / 交通刑務所の朝（1989年、NTV）
- 名奉行 遠山の金さん（ANB）
  - 第2シリーズ 第12話「裏切りの証拠!金さん指名手配」（1989年） - 銀八
  - 第4シリーズ 第22話「蒸発した六人の娘」（1992年） - 蓑吉
  - 第5シリーズ 第4話「無実の罪に泣く女」（1993年） - 島田順之助
  - 第6シリーズ 第7話「夫に怯える美人妻」（1994年） - 山城屋与市・辰次郎(二役)
- 花真珠（1990年、YTV） - 井村昭彦
- 必殺スペシャル・春 勢ぞろい仕事人! 春雨じゃ、悪人退治（1990年、ABC） - 清吉
- 戦国乱世の暴れん坊・斎藤道三 怒涛の天下取り（1991年、ANB） - 矢野五郎左衛門
- 代表取締役刑事 第29話「愛と追憶の日々」（1991年、ANB）
- 昭和16年の敗戦（1991年、CX） - 増沢健
- 火曜ミステリー劇場（ANB）
  - 伊豆天城越え殺人山脈（1991年） - 古城英一郎
  - 逃亡者（1991年） 乾刑事
- 月曜ドラマスペシャル（TBS）
  - 温泉仲居番頭物語2（1991年）
  - 西村京太郎サスペンス 西鹿児島駅殺人事件（1993年） - 加治木警部
  - 西村京太郎サスペンス　函館駅殺人事件（1994年）
  - ブライダルコーディネーターの事件簿 疑惑の花嫁（1997年） - 志賀慎二
  - アドベンチャー探偵の事件簿 函館カニ食べ放題殺人事件（2000年） 財前警部
- 金曜ドラマシアター（CX）
  - 君が海に帰る日（1991年）
  - 昭和16年の敗戦（1991年、CX）
- 源義経（1991年、NTV） - 藤原国衡
- 柳生武芸帳 十兵衛あばれ旅（1992年、NTV）
- 学校があぶない（1992年、TBS） - 渋谷保夫
- 新・三匹が斬る! 第10話「首一つ、賭けてみちのく影武者哀歌」（1992年、ANB） - 岡田又八・井上左馬助(二役)
- 大岡越前 第12部 第17話「地獄の淵に咲いた恋」（1992年、TBS） - 銀次郎
- 喧嘩屋右近 第2シリーズ 第12話「同心を殺した男」（1993年、TX） - 新堂
- 水戸黄門（TBS）
  - 第22部 第30話「黄金の島の鬼退治 -佐渡-」（1993年） - 白石礼次郎
  - 第24部 第7話「だんごを盗ったお姫様 -姫路-」（1995年） - 内田大炊介
  - 第28部 第4話「風雲渦巻く駿府城! -江尻・駿府-」（2000年） - 真崎嘉門
  - 第30部 第25話「父は子を、子は父を -高松-」（2002年） - 玉井三郎兵衛
  - 第31部 第6話「娘剣士の上意討ち -吉田-」（2002年） - 山上伊十郎
  - 第36部 第1話「加賀百万石への旅立ち -水戸・日光-」（2006年） - 森岡庄太夫
- 孤臣 お命守り申し候（1993年、TX） - 杉浦志津馬
- ドラマ30 / みちのく温泉逃避行（1994年、CBC）
- TBS大型時代劇スペシャル愛と野望の独眼竜 伊達政宗（1995年、TBS）- 大野治長
- もう一つの家族（1995年、NHK）
- 江戸の用心棒 第1シリーズ 第21話「赤さび侍 夫婦の絆」（1995年、NTV） - 石倉助右衛門
- はぐれ医者・お命預かります! 第1話「快楽殺人」（1995年、ANB） - 泉屋仁兵衛
- 忠臣蔵（1996年、CX） - 小林平八郎
- オカン（2000年、YTV）
- ルージュ（2001年、NHK） - 谷川威一郎
- 大江戸を駈ける! 第9話「秘剣! 闇の太刀（深川）」（2001年、TBS） - 天野新八
- 女と愛とミステリー（TX）
  - 西村寿行の黒い目撃者（2002年）
  - 森村誠一サスペンス 鬼子母の末裔（2003年） - 水谷捜査課長
  - 絆（2002年） - 検事
- 月曜ミステリー劇場 / 名探偵キャサリン13 京都宇治川殺人事件（2003年、TBS）
- 金曜エンタテイメント / はぐれ泥棒・石川悟郎 人情事件帳（2003年、CX）[注釈 3]
- 水曜プレミア / 大都会の女たち（2004年、TBS）
- 水曜ミステリー9（TX）
  - 神楽坂署生活安全課シリーズ - 中村隆夫
    - 神楽坂署生活安全課 花街欲望の殺意（2005年）
    - 神楽坂署生活安全課2 赤い自転車泥棒の謎（2006年）
    - 神楽坂署生活安全課3 迷刑事エイジとロク 子連れデカ花街迷宮（2007年）
    - 神楽坂署生活安全課4 迷刑事エイジとロク! ご近所騒音トラブル殺人（2008年）
    - 神楽坂署生活安全課5 迷刑事!? エイジとロク 花街〜老舗女将の闇愛と欲の連続殺人事件（2008年）

  - 家政婦・春子の潜入記 鎌倉の大富豪社長が殺された!（2005年） - 根岸刑事
  - 食い道楽!出張料理人 亀崎源一（2006年） - 板倉幸三
- 警視庁捜査一課9係（EX） - 是枝正志
  - Season1（2006年）
  - Season2（2007年）
  - Season3（2008年）
- 相棒 Season V 第7話「剣聖」（2006年、EX） - 吾妻源一郎
- 月曜ゴールデン（TBS）
  - 警部・柘植京介（2010年） - 弦巻専務
  - 警視・深町征爾 狼は天使の匂い（2012年） - 冨樫昌弘
  - 十津川警部シリーズ47 熱海・湯河原殺人事件（2012年） - 岡崎政明
  - 医師・円城寺修II 恨みの報酬（2012年） - 上原元
  - 警視・深町征爾2 殺人者にラブソングを（2013年） - 冨樫昌弘
- DCU 第1話（2022年1月16日、TBS） - 野田大吾 役
- ブラックペアン シーズン2 第2話・第9話・最終話（2024年7月14日・9月8日・9月15日、TBS） - 繁野隆道 役[25][26]

### 映画
- 現代やくざ 血桜三兄弟（1971年、東映） - 三郎
- 不良番長シリーズ
  - 不良番長 突撃一番（1971年、東映） - ドライブインの若者
  - 不良番長 のら犬機動隊（1972年、東映） - バクダン
  - 不良番長 一網打尽（1972年、東映） - サブ
- 新網走番外地 吹雪の大脱走（1971年、東映） - 熊沢の配下
- まむしの兄弟 傷害恐喝十八犯（1972年、東映） - 相川
- 人斬り与太 狂犬三兄弟（1972年、東映） - 博
- 狼やくざ 葬いは俺が出す（1972年、東映） - 次郎
- 番格ロック（1973年、東映） - 勝
- 安藤組外伝 人斬り舎弟（1974年、東映） - 中田
- 山口組外伝 九州進攻作戦（1974年、東映） - 酒井均
- 衝撃! 売春都市（1974年、東映） - 次郎
- 仁義なき戦いシリーズ
  - 仁義なき戦い 頂上作戦（1974年、東映） - 金田守
  - 仁義なき戦い 完結篇（1974年、東映） - 金沢茂久
  - 新仁義なき戦い（1974年、東映） - 東尾
  - 新・仁義なき戦い 謀殺（2003年、東映ビデオ）
- 暴力街（1974年、東映） - タケシ
- 唐獅子警察（1974年、東映） - 成松隆夫
- あゝ決戦航空隊（1974年、東映）
- 任侠花一輪（1974年、東映） - 高原健太
- 少林寺拳法（1975年、東映） - 友田弘
- トラック野郎シリーズ
  - トラック野郎・御意見無用（1975年、東映） - 岩村五郎
  - トラック野郎・天下御免（1976年、東映） - 伊沢正和
  - トラック野郎・男一匹桃次郎（1977年、東映） - 桜島
- ラグビー野郎（1976年、東映）
- スーパー戦隊シリーズ（東映）
  - 秘密戦隊ゴレンジャー 爆弾ハリケーン!（1976年） - 主演・海城剛 / アカレンジャー
  - 爆竜戦隊アバレンジャー DELUXE アバレサマーはキンキン中!（2003年） - 賢帝アクガル
  - ゴーカイジャー ゴセイジャー スーパー戦隊199ヒーロー大決戦（2011年） - 海城剛 / アカレンジャー
  - 機界戦隊ゼンカイジャー THE MOVIE 赤い戦い! オール戦隊大集会!!（2021年） - 海城剛[27]
  - セイバー+ゼンカイジャー スーパーヒーロー戦記（2021年） - アカレンジャーの声[28]
- ダイナマイトどんどん（1978年、大映=東映） - 九州海運会組員
- 黄金の犬（1979年、松竹） - 増田刑事
- 炎のごとく（1981年、東宝） - いろは幸太郎
- 鬼龍院花子の生涯（1982年、東映） - 権藤哲男
- 朽ちた手押し車（1984年、ハネシネマ）
- 山下少年物語（1985年、東宝東和） - 白石先生
- 最後の博徒（1985年、東映） - 河藤清
- ミシマ:ア・ライフ・イン・フォー・チャプターズ（1985年、ワーナー・ブラザース） - 剣道教師
- 文学賞殺人事件 大いなる助走（1989年、東映クラシックスフィルム） - 谷本刑事
- 悲しきヒットマン（1989年、東映） - 木下秀政
- ウォータームーン（1989年、東映） 広川健三
- 激動の1750日（1990年、東映） - 兵庫県警 浅利本部長
- 撃てばかげろう（1991年、東映） - 根岸辰也
- 獅子王たちの夏（1991年、東映） - 榊原善吉
- ノストラダムス戦慄の啓示（1994年、東映）
- 爆走トラッカー軍団（1994年、ケイエスエス） - 君塚雄一郎
- 人間の翼 最後のキャッチボール（1996年、CINEMA CRAFT） - 小西得郎
- 難波金融伝 ミナミの帝王 劇場版PARTVIII（1996年、ケイエスエス） - 黒田
- 稚内発 学び座（1999年、JTAキネマ東京）
- 修羅がゆく10 北陸代理決戦（2000年、東映ビデオ） - 中山静夫
- 親分はイエス様（2001年、グルーヴコーポレーション） - 川平悟
- 実録ヒットマン 妻・その愛（2002年、東映） - 垣内
- 行動隊長伝 血盟（2003年、ケイエスエス） - 末森寛治
- 実録ヒットマン 北海の虎・望郷（2003年、東映） - 主演・田畑浩介
- 渋谷物語（2004年、東映） - 山内組長
- 極道の妻たち 情炎（2005年、東映）
- ハルウララ（2005年、キネマスターフィルム）
- 男前 日本一の画家になったる!（2005年、さざ波） - 大垣
- 風雲児 長者番付に挑んだ男（2006年、エイ・エム・シー）
- 約束の午後〜OVER THE NIGHT〜（2007年、Sazanami）
- 大阪府警潜入捜査官（2007年、アイコット） - 瀬川
- 死ガ二人ヲワカツマデ…[24]（2012年、日活）

### オリジナルビデオ
- バッド・ヒストリー ワルの歴史（1989年、バンダイビジュアル）
- 野獣駆けろ（1990年、東映ビデオ） - 羽澄
- 復讐（1992年、タキコーポレーション）
- とられてたまるか!2（1993年、東映ビデオ）
- 一発逆転! 爆走トラッカー軍団（1994年、ケイエスエス） - 君塚雄一郎
- 仁義シリーズ（徳間ジャパンコミュニケーションズ→松竹）
  - 仁義3（1994年） - 流組若頭・後藤
  - 仁義21 極道十年戦争（1999年）
  - 仁義52 反逆編（2009年）
- 本気!シリーズ（日本映像） - 赤目新山
  - 本気!3（1995年）
  - 本気!5 死闘篇（1996年）
  - 本気!6 烈火編（1997年）
  - 本気!7 激突編（1997年）
  - 本気!8 流血編（1997年）
  - 本気!9 憤怒編（1998年）
  - 本気!10 残侠編（1998年）
  - 本気!11 陽炎編（1999年）
  - 本気!12 野望編（1999年）
  - 本気!13 任侠編（1999年）
  - 本気!14 復讐編（2000年）
  - 本気!15 激情編（2000年）
  - 本気!16 報復編（2000年）
  - 本気!17 侠気編（2000年）
  - 本気!18 血闘編（2001年）
  - 本気!19 郷愁編（2001年）
  - 本気!20 骨肉編（2001年）
  - 本気! 序章（2002年）
  - 本気!21 悲愁編（2002年）
  - 本気!22 激闘編（2002年）
  - 本気!23 凶悪編（2002年）
  - 本気!24 反逆編（2002年）
  - 本気!25 挽歌編（2003年）
  - 本気!26 哀愁編（2003年）
  - 本気!27 白熱編（2003年）
  - 本気!28 争奪編（2003年）
  - 本気!29 動乱編（2004年）
  - 本気!30 望郷編 第1部完結編（2004年）
- 平成維新伝 群狼がゆく（2000年、ミュージアム）
- 実録・なにわ山本組 捨身で生たる!（2003年、GPミュージアム）
- 実録・なにわ山本組 完結編（2004年、GPミュージアム）
- 北海水滸伝4844ブルース 伝説・枯木のバラ（2004年、GPミュージアム）
- 誇り高き野望シリーズ（アネック） - 松浦勇吉
  - 誇り高き野望（2005年）
  - 誇り高き野望2（2005年）
  - 誇り高き野望3（2005年）
- 首領がゆく（2006年、GPミュージアム）
- 極道の山本じゃ! 捨て身の極道編（2006年、GPミュージアム）
- 極道の山本じゃ2 伝説の親分編（2006年、GPミュージアム）
- 極道な月（2007年、GPミュージアム）
- 西日本暴力地帯 実録山陰抗争（2007年、GPミュージアム）
- 極妻仁侠道 夜叉絶叫（2007年、ティーエムシー）
- 侠（おとこ）の復讐（2008年、アルバトロス）
- 覇道（2008年、GPミュージアム） - 佐々井恭一
- 九州激動の1520日〜新・誠への道〜 完結編（2009年、GPミュージアム）
- 鳳（2009年、GPミュージアム）
- 実録・若頭（2010年、GPミュージアム）
- 新宿狼（ウルフ）（2012年、オールインエンタテインメント） - 棚橋
- 不良の神様 〜瑠璃の鳴く頃に〜（2012年、オールインエンタテインメント） - 石田隆
- 日本統一（2013年、オールインエンタテインメント）
- 分裂（2013年、オールインエンタテインメント）
- 盃外交（2014年、オールインエンタテインメント）
- 極道天下布武（2017年、オールインエンタテインメント）

### 舞台
- 不知火おんな節（1981年、新宿コマ劇場）
- 笑説田舎小僧 / おらは天下の大泥棒（1987年、明治座）
- 必殺仕事人 中村主水参上!（1988年、梅田コマ劇場） - 念仏の鉄
- 喧嘩安兵衛（1991年、御園座） - 清水一学
- Wの悲劇（1993年、所沢市文化振興事業団事業課）
- 付き馬屋おえん〜恋は未練よ寒牡丹〜（1995年、明治座）
- 江戸の春 おんな一代纏（1997年、明治座）
- 石川五右衛門（1998年、新歌舞伎座） - 石田三成
- 浪花人情 おもろい町（1999年、新歌舞伎座）
- 夜桜お七 -人生激情-（2001年、新歌舞伎座・明治座）
- ザ・ドリフ3/5 夢の芝浜繁盛記（2005年、御園座）
- 同期の桜（2006年、九段会館）
- 女優（2010年、ヒューマンピクチャーズ）
- 友情〜秋桜のバラード〜（2019年、劇団絵生） - 森山正一

### バラエティ・CM
バラエティ
- ザ!鉄腕!DASH!!（NTV） - 刑事シリーズ・巡査長

CM
- 村岡屋 さが錦 - 佐賀市を代表的する創作菓子のひとつ。佐賀弁で宣伝。
- 養命酒製造 養命酒 - 薬店では「薬用養命酒」
- アートミクロン (2018年)

## 音楽
シングル
| 題名               | B/W              | 発売年 | レーベル       | 備考                       |
| おまえの浅草       | 街はずれ         | 1978年 | キングレコード |                            |
| 雪虫               | 男の戯れ唄       | 1980年 | テイチク       |                            |
| 札幌City Light '87 | ぬくもりを抱いて | 1987年 | BMGビクター    | 安倍里葎子とのデュエット曲 |